# Guarbecque
Guarbecque är en kommun i departementet Pas-de-Calais i regionen Hauts-de-France i norra Frankrike. Kommunen ligger i kantonen Lillers som tillhör arrondissementet Béthune. År 2022 hade Guarbecque 1 375 invånare.

## Befolkningsutveckling
Antalet invånare i kommunen Guarbecque
| Referens: INSEE |